# Charles Joseph Devillers
Pour les articles homonymes, voir Devillers.
Cet article possède un paronyme, voir Charles de Villers.
Charles Joseph Devillers (ou de Villers) est un naturaliste français né le 24 juillet 1724 à Rennes et mort le 3 janvier 1810 à Lyon (Rhône).
Il est membre de l’Académie des sciences, belles-lettres et arts de Lyon de 1764 à 1810. Possesseur d’un riche cabinet de curiosités, il enseigne la physique et les mathématiques. Il fait paraître Caroli Linnaei entomologia en 1789 où il rassemble les descriptions entomologiques de Carl von Linné (1707-1778). Il fréquente les botanistes et naturalistes Philibert Commerson (1727-1773), Jean-Emmanuel Gilibert (1741-1814) et Marc Antoine Louis Claret de La Tourrette (1729-1793).

## Source
- Pascal Duris, Linné et la France (1780-1850), Librairie Droz (Genève), collection Histoire des idées et critique littéraire, 1993
- Pierre Crépel, DEVILLERS Charles Joseph (1724-1810), in Dominique Saint-Pierre (dir.), Dictionnaire historique des académiciens de Lyon 1700-2016, Lyon : Éditions de l'Académie (4, avenue Adolphe Max, 69005 Lyon), 2017 ,  p. 438-441  (ISBN 978-2-9559433-0-4).